# Hipposideros ruber
Hipposideros ruber is een zoogdier uit de familie van de bladneusvleermuizen van de Oude Wereld (Hipposideridae). De wetenschappelijke naam van de soort werd voor het eerst geldig gepubliceerd door Noack in 1893.

## Voorkomen
Hipposideros ruber is een van de meest voorkomende vleermuissoorten in Afrika, sommige kolonies bevatten tot een half miljoen individuen. Het verspreidingsgebied beslaat grote delen van Centraal-, Oost- West-, Zuidelijk Afrika. De soort wordt aangetroffen tussen zeeniveau en 2300 meter hoogte, vooral in tropische regenwouden maar ook in bossen in droge savannegebieden. Daarnaast komt deze vleermuis voor in grotten, verlaten mijnschachten, onder bruggen, in holle bomen en verlaten gebieden.